# Danbury (Connecticut)
Danbury is een plaats (city) in de Amerikaanse staat Connecticut, en valt bestuurlijk gezien onder Fairfield County.

## Geschiedenis
Danbury werd in 1685 gesticht door kolonisten, bestaande uit acht gezinnen uit Norwalk en Stamford.
In 1802 schreef Thomas Jefferson een brief aan de Danbury Baptist Association, een groep die had aangegeven bang te zijn om te worden vervolgd door de congregationalisten uit hun stadje. In de brief gebruikte Jefferson de uitdrukking "scheiding van kerk en staat". Dit is de oudst bekende vermelding van dit begrip, dat –in tegenstelling tot wat velen denken– niet wordt genoemd in de Amerikaanse Grondwet in precies die woorden. Er wordt wel gesteld dat hetzelfde concept aanwezig is in het Eerste Amendement in de vorm van twee clausules: dat er geen wet zal worden aangenomen die een staatsreligie zal vestigen (de "Establishment Clause") noch een die het verbieden van de vrije uitoefening van religie zal behelzen (de "Free Exercise Clause"). Jefferson, die de baptisten verzekerde dat ze niet hoefden te vrezen, verwees ook naar die clausules in zijn brief:

Believing with you that religion is a matter which lies solely between Man & his God, that he owes account to none other for his faith or his worship, that the legitimate powers of government reach actions only, & not opinions, I contemplate with sovereign reverence that act of the whole American people which declared that their legislature should 'make no law respecting an establishment of religion, or prohibiting the free exercise thereof,' thus building a wall of separation between Church and State.

(Omdat ik net zoals jullie geloof dat religie een zaak is tussen een mens en zijn God alleen, dat hij tegenover niemand anders verantwoording schuldig is voor zijn geloof of aanbidding, dat de wettige autoriteiten enkel verdragen bereiken, en geen meningen [afdwingen], kijk ik met soevereine eerbied naar die akte van het gehele Amerikaanse volk die verklaarde dat hun wetgevende vergadering 'geen wet zal aannemen omtrent het vestigen van religie, of het verbieden van de vrije uitoefening daarvan,' waarmee er een scheidingsmuur tussen Kerk en Staat werd gebouwd.)

James Madison, die wel wordt gezien als de grondlegger van de Grondwet, gebruikte gelijksoortige taal over een dergelijke scheiding. De brief wordt tegenwoordig tentoongesteld bij de Unitarian Universalist Congregation van Danbury.

## Demografie
Bij de volkstelling in 2000 werd het aantal inwoners vastgesteld op 74.848.
In 2010 is het aantal inwoners door het United States Census Bureau gesteld op 80.893, een stijging van 6045 (8,1%).

## Geografie
Volgens het United States Census Bureau beslaat de plaats een oppervlakte van
114,8 km², waarvan 109,1 km² land en 5,7 km² water. Danbury ligt op ongeveer 144 m boven zeeniveau.

## Plaatsen in de nabije omgeving
De onderstaande figuur toont nabijgelegen 'incorporated' en 'census-designated' plaatsen in een straal van 16 km rond Danbury.

## Geboren
- Charles Ives (1874-1954), componist
- Al Klink (1915-1991), jazzsaxofonist en -fluitist
- Jonathan Brandis (1976-2003), acteur
- Lindsey Jacobellis (1985), snowboardster
- Julia Krass (1997), freestyleskiester

## Overleden
- Jessie Royce Landis (1896-1972), actrice
- Miloš Forman (1932-2018), regisseur van Tsjechische afkomst
- Jim Steinman (1947-2021), tekstschrijver en componist